# Lux Guyer
Luise (Lux) Guyer (20. srpna 1894 Curych – 25. května 1955 Curych) byla švýcarská architektka, známá především pro návrhy budov na Švýcarské výstavě ženské práce (Schweizerische Ausstellung für Frauenarbeit) v Bernu roce 1928.

## Životopis
Byla dcerou učitele Johannese Heinricha Guyera. V roce 1917 absolvovala kurzy interiérového designu s Wilhelmem Kienzlem na Uměleckoprůmyslové škole v Curychu, poté v roce 1918 navštěvovala Technologický institut. Po stáži u architektonických firem v Curychu a Berlíně se vydala studijní cesty do Paříže, Londýna a Florencie.

### Kariéra
V roce 1924 se stala jednou z prvních žen ve Švýcarsku, které založily svou vlastní praxi, když si otevřela kancelář v Curychu. její projekty často zahrnovaly i zpracování interiérů, na nichž spolupracovala s designéry. Jedním z jejích raných projektů, byla zakázka na bytovou výstavbu pro svobodné ženy. V roce 1927 se stala hlavní architektkou první Švýcarské výstavy ženské práce (Schweizerische Ausstellung für Frauenarbeit), vystavující úspěchy žen. Guyer dokončila jednu z budov během pouhých tří měsíců s použitím prefabrikovaných prvků ze dřeva. Po zahájení výstavy následující rok v Bernu se již veřejně etabovala jako architektka. Navzdory letům války a finanční krize, Guyer pokračovala v provozování své praxe a v 50. letech zažila rozmach.
V roce 1930 se provdala za Hanse Studera s nímž měla v roce 1933 syna. Na svých návrzích ráda pracovala v noci, zatímco brzká rána pracovala na zahradě. Přes den trávila čas na staveništích nebo při schůzkách v kanceláři. O víkendech přijímala návštěvy.

## Dílo (výběr)

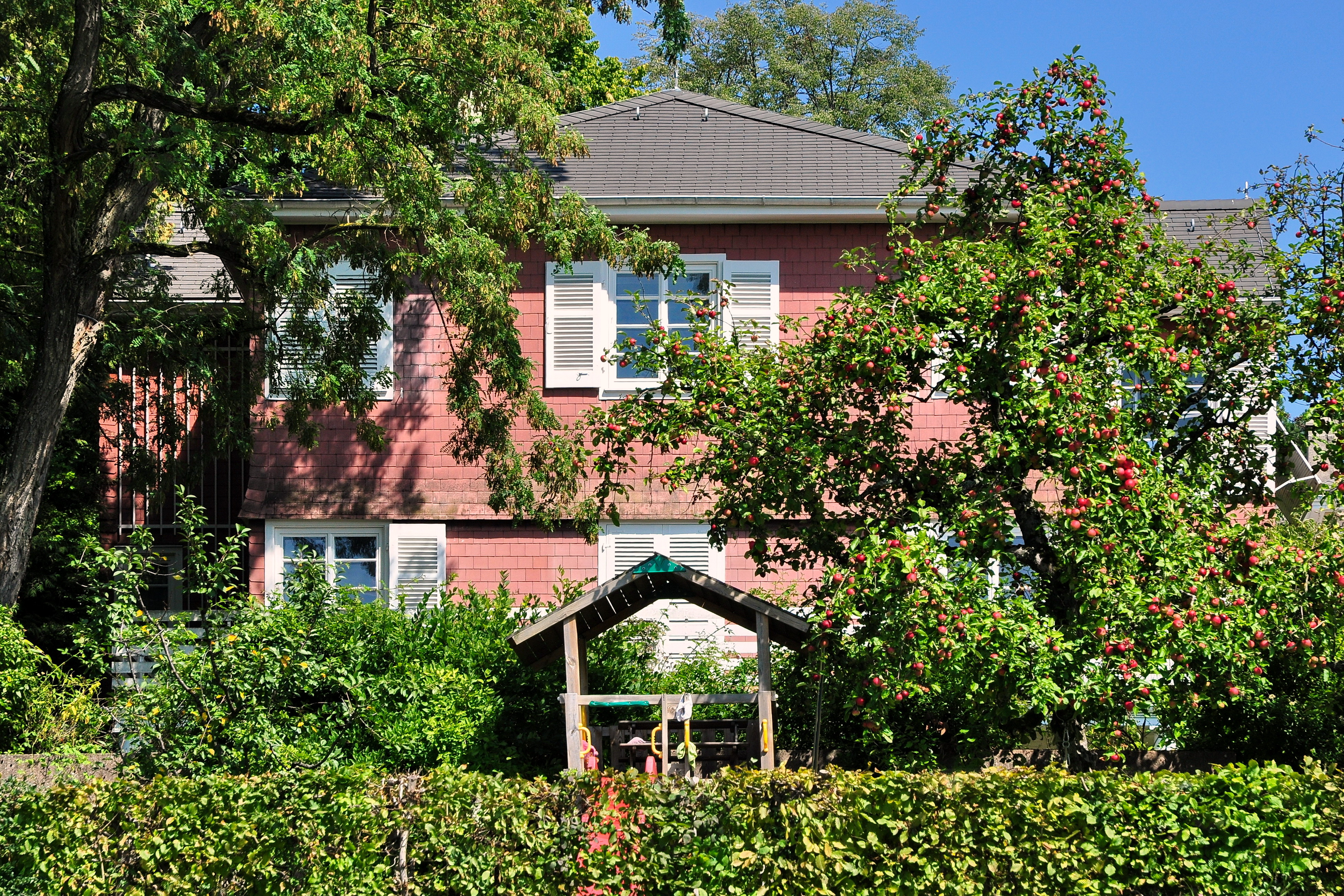
Villa Kusentobel

Dokončené projekty Lux Guyer zahrnují:
- Bytová výstavba pro ženy, Lettenhof, Curych (1927)
- Prázdninový dům, Weggis (1928)
- Dům pro studentky, učitelky a úřednice, Lindenhof, Curych (1928)
- Hlavní architektka pro Švýcarskou výstavu ženské práce (Schweizerische Ausstellung für Frauenarbeit), Bern (1928)
- Středně velký rodinný dům – ukázkový dům, Švýcarská výstava ženské práce, Bern (1928)
- Villa Kusentobel, Küsnacht (1933)
- Dům pro seniory, Jongny (1942)

V roce 1997 byla práce Lux Lux Guyer oceněna organizací Gesellschaft zu Fraumünster.